# Gunn-dióda

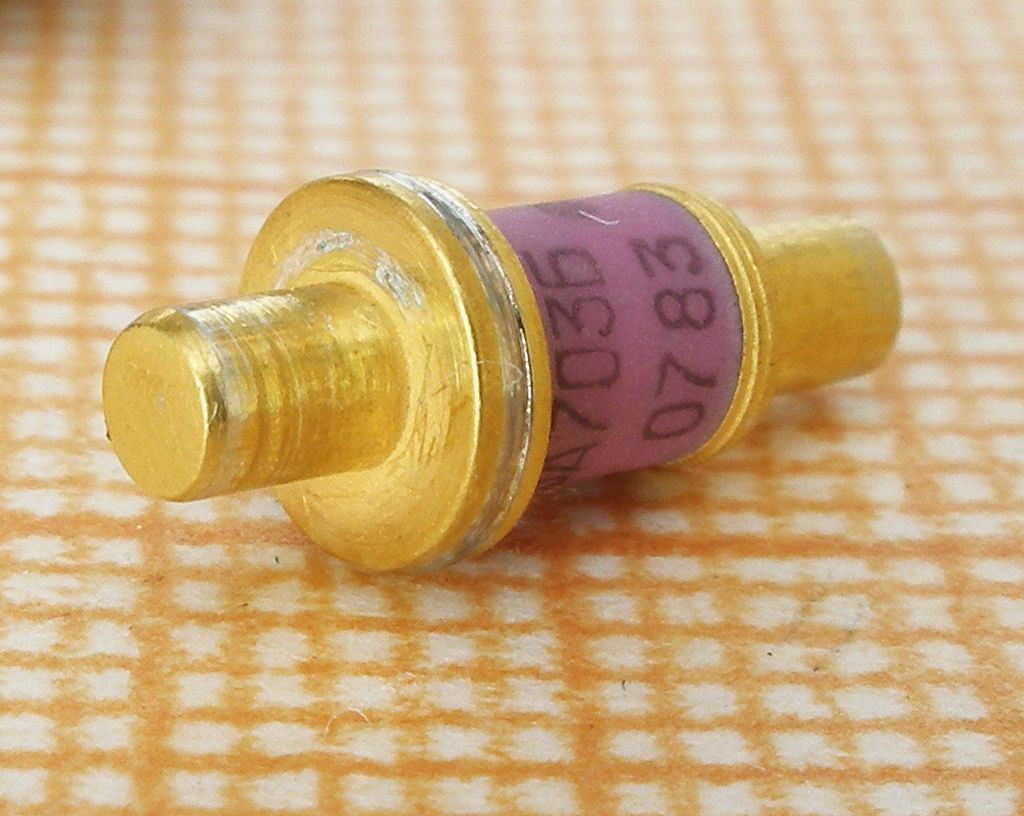
1. ábra: Gunn-dióda milliméterpapíron - szovjet gyártmány, tip.:3A703B

A Gunn-dióda olyan két-kivezetéses, negatív ellenállású nemlineáris jellegű félvezető eszköz, amely megfelelően hangolt áramköri elemekkel együtt mikrohullámú rezgéskeltésre alkalmas. Gunn-diódával általában 1–600 GHz közötti frekvenciájú rezgések állíthatóak elő és a keltett rezgések teljesítménye (további erősítés nélkül) 1 mW és 500 mW között van. 
A Gunn-diódák nagyközönség által leginkább ismert alkalmazása a közúti radar (traffipax), de Gunn-diódákat használnak egyes mikrohullámú vevőkészülékek helyi oszcillátoraiban is.

## Története
A Gunn-diódák elméleti alapjait, mint lehetséges folyamatot 1961-ben B.K. Ridley és T. B. Watkins közölte, majd 1962-ben Hilsum is hasonló következtetésre jutott, ám elméleteiket nem sikerült kísérletekkel alátámasztani.
Gallium-arzeniddel végzett kísérletek során Jonn Battiscombe Gunn – az IBM egyik fizikusa –, 1963-ban azt vizsgálta, hogy a különböző félvezető anyagok mekkora térerősséget képesek elviselni, és meglepetéssel tapasztalta a mikrohullámú rezgések létrejöttét  egy bizonyos feszültség fölött. Több lehetséges magyarázattal sietett is a jelenséget publikálni, azonban egyik elmélete sem állta meg a helyét.
Herbert Krömer 1964-ben rámutatott, hogy Ridley és Watkins, Hilson korábbi elméleti kutatásainak valamint a J. B. Gunn által felfedezett jelenség egyezésére. A későbbi vizsgálatok őt igazolták, a diódát pedig a jelenség felfedezőjéről Gunn-diódának nevezték el.
A Gunn-diódák eredetileg gallium-arzenid (GaAs) alapúak voltak, azonban más szilárd oldat típusú félvezetőkből is készíthetőek: így például gallium-aluminium-arzenid (GaAlAs), indium-antimonid (InSb), az indium-foszfid, az indium-arzenid, a kadmium-tellurid, és  cink-szelenid is felhasználható az alkalmazás céljától függően.

## Felépítése
A Gunn-dióda nem tartalmaz a hagyományos értelemben vett félvezető jellegű P-N átmeneteket. Az eredeti Gunn-dióda egy N-típusúra szennyezett gallium-arzenid kristály volt. Ezt a kristályt hűtőfelületre szerelik fel - egyúttal ez a negatív elektróda is. A kristály másik oldalára gőzölögtetik a másik elektródát. Tehát az eredeti Gunn-dióda két fémréteg között egy N-típusúra szennyezett kristályból áll, amelyet légmentesen tokoznak. Az újabb kialakítású Gunn-diódák olyan megoldásúak, hogy három rétegből állnak: két végen és közötte ugyanolyan anyagú és vezetésű, de a végeken erősebben szennyezett réteg van, tehát {\displaystyle N^{++}N^{+}N^{++}} rétegekből áll. A három réteg együttes vastagsága 2-10µm között van. A kristály kivezetései arany-alumínium-nikkel ötvözetből vannak. Bár az arany a legjobb elektromos vezető, színarany mégsem alkalmazható Gunn-dióda elektródájaként, mert idővel a kristályba diffundál, megváltoztatva (elrontva) annak félvezető tulajdonságait. Külső kialakításában
vagy az 1. ábra szerinti, vagy pedig menettel rögzíthető (becsavarható).

## Működése
Az ideális Gunn-dióda viselkedését a 2. ábra szemlélteti:

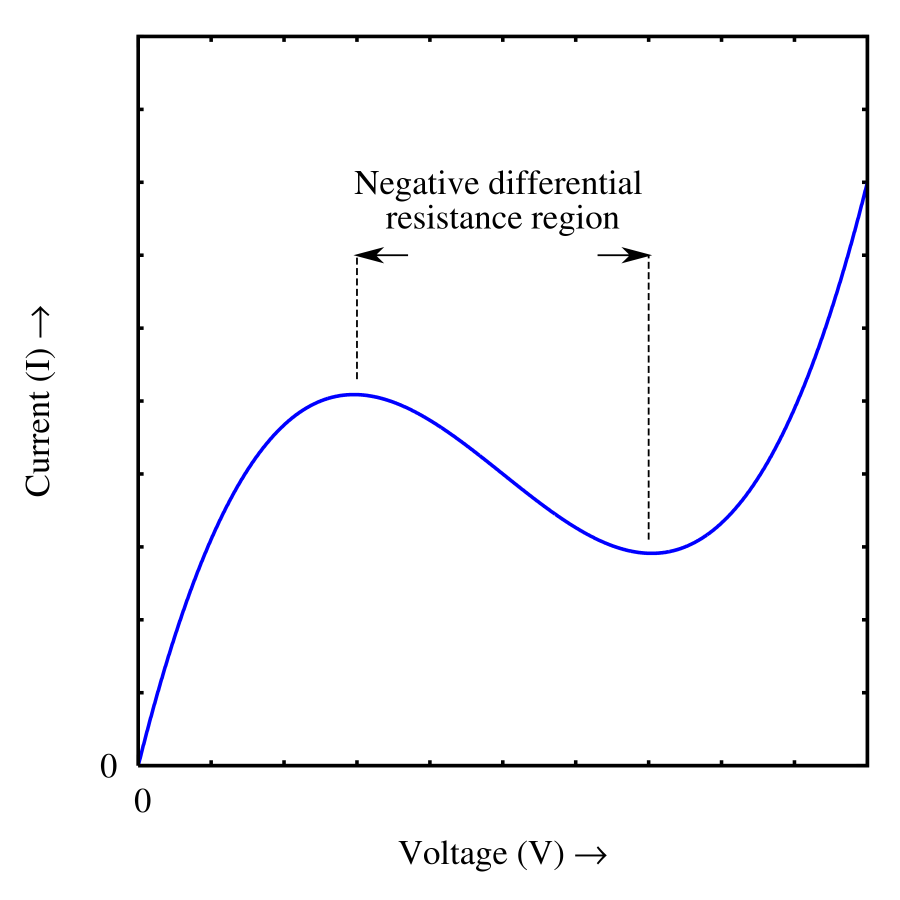
2. ábra: Idealizált Gunn-dióda áram-feszültség jelleggörbéje

- Fokozatosan növelve a Gunn-diódára kapcsolt megfelelő polaritású egyenfeszültséget (kapocsfeszültség), egy bizonyos feszültség-értékig (ami az adott típusú Gunn-diódára jellemző érték) az áram lineárisan növekedik a kapocsfeszültség növelésével.
- Elérve egy küszöbszintet (letörési feszültség), a félvezető telítésbe jut.
- A feszültség további növekedésével az áram meredeken esni kezd, az Ohm-törvényből következően a Gunn-dióda kapcsain mérhető ellenállás negatív karakterisztikájú lesz. Hasonló tulajdonságot számos félvezető eszköz mutat, így például az alagútdióda, egyátmenetű tranzisztor, a tirisztor is. Lényeges azonban, hogy a Gunn-diódánál ez a jelenség sokkal határozottabb, mint a többi eszköznél.

A Gunn-effektus azáltal jön létre, hogy az említett félvezetőkben a vezetési elektronok részére több energiasáv áll rendelkezésre. Megfelelő nagyságú elektromos tér hatására az alapsávból a melléksávba léphetnek át az elektronok. Itt azonban mozgékonyságuk kisebb, az áramerősség emiatt csökken, az áram-feszültség karakterisztikán (2. ábra) negatív ellenállású szakasz jelenik meg. A megfelelően kialakított áramkörben ennek következtében rezgések keletkeznek, amelyek frekvenciája a félvezető lemezvastagságától és anyagi tulajdonságaitól függ. A rezgések kialakulásának  feltétele a megfelelő munkapont beállítása A rezgések spontán indulnak meg, valamilyen apró kristályhiba, vagy a kristály hőmérsékleti különbségének következtében. Végeredményben a Gunn-dióda a sarkaira kapcsolt egyenfeszültséget mikrohullámú rezgésekké alakítja.
- Tovább növelve a feszültséget a Gunn-effektus megszűnik, a feszültség és áram között ismét lineáris összefüggés lesz. A valóságos Gunn-dióda működése ugyan jól megközelíti az itt leírtakat, azonban ez az utolsó szakasz rendszerint hiányzik és a negatív szakasz esése is kevésbé meredek[7]

A működési frekvenciát erősen befolyásolja a kristály hosszmérete. Az aránylag nagy átfolyó egyenáram miatt a kristályszelet erős hűtést igényel. A keletkezett hő viszont a rossz hővezető kristályból csak akkor vonható el, ha az kellően vékony. A kristályok vastagsága a fő oka, hogy a Gunn-diódák általában csak 1 GHz felett rezgőképesek.

### A rezgések keletkezése
A rezgések létrejöttének megértéséhez szükséges az alábbi kis kitérőt tenni: 
- Ha egy rezgőkörrel egyetlen esetben energiát közlünk, majd magára hagyjuk, akkor a rezgései a mindenkor fennálló veszteségek miatt a 3. ábra szerinti csillapodó rezgések lesznek[8] Érvényes, hogy {\displaystyle 0<R<2{\sqrt {L/C}}}
- Ha a rezgőkörrel megfelelő időközökben folyamatosan energiát közlünk (a veszteségeit külső forrásból pótoljuk), akkor a 4. ábra szerinti harmonikus rezgőmozgást kapjuk.[9] Ebben az esetben {\displaystyle R=0}
- Ha a rezgőkörrel több energiát közlünk, mint amennyi a rezgés fenntartásához szükséges, akkor egyre növekvő amplitúdójú rezgéseket kapunk (5. ábra). Érvényes, hogy {\displaystyle -2{\sqrt {L/C}}<R<0}

Az energiaközlés azonban párhuzamosan kapcsolt negatív ellenállás (esetünkben a Gunn-dióda) miatt is lehetséges, hiszen a rezgőkör eredő (látszólagos) ellenállása a párhuzamosan kapcsolt negatív tag miatt csökken. A keletkezett egyre erősödő rezgések amplitúdójának a betáplált energia és a környezet szab határt.   

3. ábra: Magára hagyott rezgőkör hullámalakja
4. ábra: Harmonikus rezgőmozgás
5. ábra: Túlgerjesztett rezgőkör

## Előnyei
- Aránylag egyszerű gyártástechnológia;
- a keltett hullámok kevés zajt tartalmaznak.

## Hátrányai
- A Gunn-diódák néhány százalékos (1-6%) hatásfokúak;
- Kimenő mikrohullámú teljesítményük típusfüggő: 1 és 500 mW között van.
- Még a félvezetőiparban is szokatlanul nagy tisztaságú alapanyagokra van szükség.
- Az alkalmazott igen magas frekvenciák miatt érzékeny a tápfeszültség és a környezeti hőmérséklet változásaira (elhangolódhat). Emiatt gyakran termosztátba helyezik és stabilizált tápegységről működtetik.
- Érzékeny a terhelés változásaira is (elhangolódhat), emiatt gyakran üregrezonátorral csatolják ki a keltett jelet.[11]
- Konstrukciójától és anyagától függően egy adott típusú dióda csak bizonyos frekvenciatartományban működőképes. Konkrét felhasználásról a gyártóművi adatlapok tájékoztatnak.
- A frekvencia növelésével a kristályból kicsatolható teljesítmény rohamosan csökken, 50 mW már nagy teljesítménynek számít.[12]

## Alkalmazása
A Gunn-diódák fő alkalmazási területe a mikrohullámú hírközlés. A rendkívül rövid hullámhosszak miatt tekercsek helyett üregrezonátorokat alkalmaznak (6. ábra). 

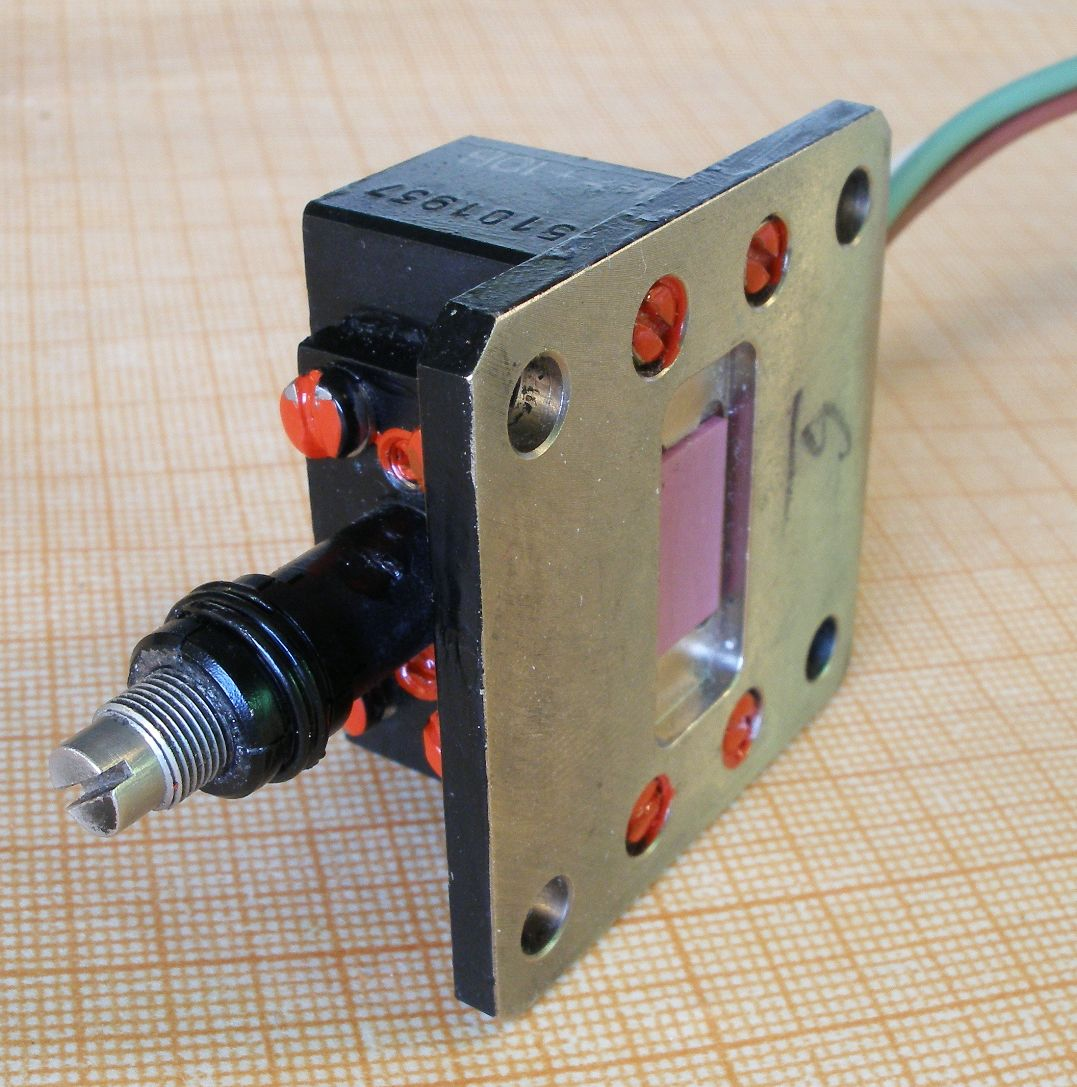
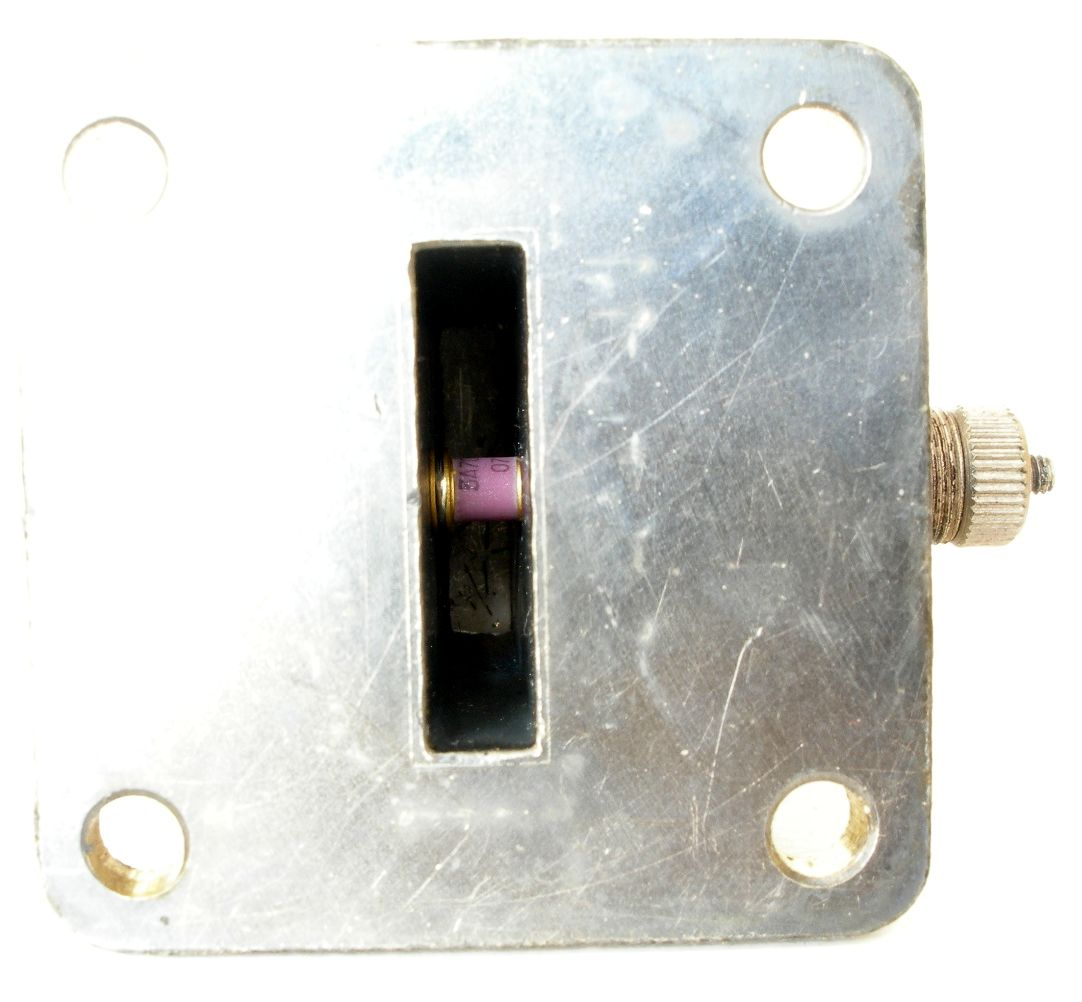
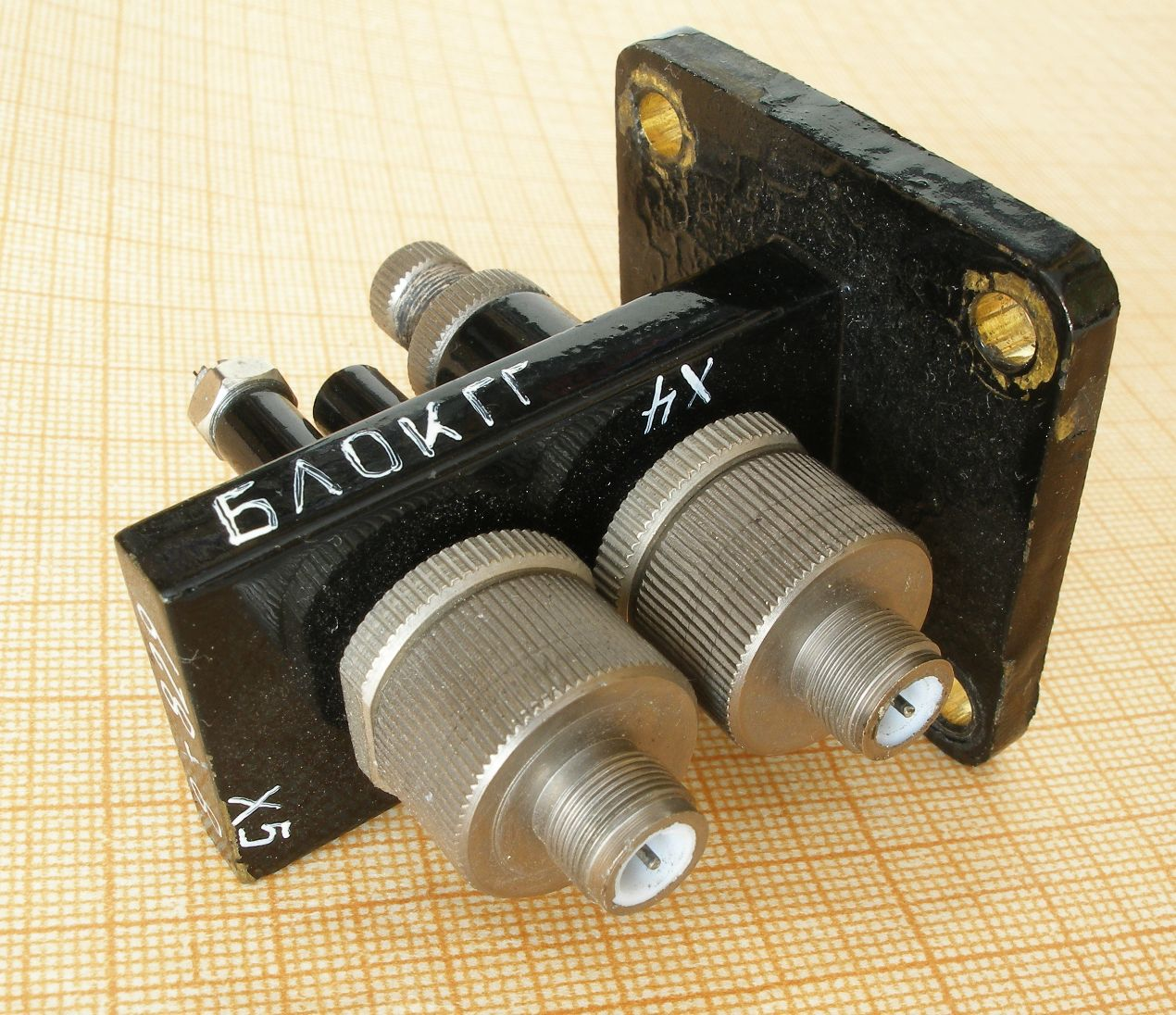

Hasonló egységek készen is kaphatóak, például a Ducomm Technologies vagy a Macom cégek sorozatban gyártanak mikrométercsavarral hangolható mikrohullámú Gunn-diódás egységeket.
A Gunn-diódás oszcillátorból nemcsak alapfrekvenciát, hanem annak valamelyik többszörösét (felharmonikusát) is ki lehet venni, megfelelő méretű rezonátorokkal. Gunn-diódával létrehozható legmagasabb (felharmonikus) frekvencia 600 GHz körül van. A hírközlésen kívül elterjedten alkalmazzák még:
- rádióamatőr kommunikáció (vevőkészülékekben is),
- sebességmérés (Traffipax),
- távolságmérés,
- Terahertz-es képalkotás (biztonságtechnika)[13]

## Magyarországi helyzetkép
Magyarországon az 1970-es évek óta kiterjedt kutatás folyik, mind a Gunn-diódák gyártástechnológiája, mind pedig alkalmazás terén.